# Петухівка
Петухі́вка — колишнє село в Україні, у Буринському районі Сумської області. Підпорядковувалось Олександрівській сільській раді.

## З історії
Петухівка була заснована під час столипінських реформ на початку ХХ століття.
На виділену земельну ділянку прибув першим Півнєв, який і осадив хутір Петухівку. Згодом поселилися Вернигори, Гурінови, Гуценки, Деркачі. Переважно хутір заселявся переселенцями з навколишніх сіл. Місцевість становила собою невгіддя з дерново-підзолистих та піщаних ґрунтів. Весняною порою річище ріки Сейм затоплювало паводковими водами Петухівку.
У 1930-х роках в Петухівці було створено сільськогосподарську артіль ім. Лазаря Кагановича.
Під час нацистської окупації частина хат була спалена.
У післявоєнний час в Петухівці налічувалося близько 50 дворів. Були побудовані клуб з бібліотекою, дитячий садок, діяла 4-класна початкова школа.
В 1950-х роках почалися гідромеліоративні роботи — з осушування навколишньої болотистої місцевості — болота Залізні Кільця та Деваки. Від Олександрівки поставили насосну станцію, котра помпувала воду з Залізних Кілець до Ушівського болота. Біля станції була вирита ковбаня глибиною 12 метрів. Після осушення на Деваках та Кільцях почали добувати торф на промисловій основі з використанням машинного обладнання, там же та на болоті Гуриновому селяни різали торф для власних потреб.
В селі знаходилася бригада колгоспу «Червоний партизан», яка спеціалізувався на вирощуванні телят. Культивували також жито, овес, пшеницю, картоплю, цукрові буряки. 
У другій половині ХХ ст. було розвинуте вівчарство — утримувалося до тисячі голів овець. На території бригади знаходилися тік з зерносховищем, зберігалися молотарки та віялки.
На території бригади була пробурена артезіанська свердловина, вода з якої через водогінну башту подавалася на поточні потреби.
В Петухівці був добрий сад, у якому для дитячого садка вирощували сортову полуницю, кавуни, помідори.
У 1960-х роках біля тваринницької ферми вирили великий ставок та було поновлено дерев'яний міст на шляху від Петухівки до Олександрівки.
У 1967–1968 роках село було електрифіковане та телефонізоване.
Станом на 1983 рік в селі проживало 100 людей. 
Сумська обласна рада своїм рішенням від 22 грудня 2006 року внесла в адміністративно-територіальний устрій зміни: у Буринському районі та виключила з облікових даних село Петухівка Олександрівської сільради. Село значиться знятим з обліку з 22 грудня 2006 року.Тепер ця місцевість зветься урочищем Петухівським. 

## Географічне розташування
Петухівнка знаходилася в сильно заболоченій місцевості — урочищі Верзань. На відстані до 3 км знаходяться села Дич, Зарічне (Ушівка), Олександрівка, Шевченкове.